# ليزا فيغنسون
ليزا فيغنسون (بالإنجليزية: Lisa Feigenson)‏ هي أستاذة علم النفس والعلوم الاستعرافية بجامعة جونز هوبكنز، والمديرة المشاركة لمختبر جامعة جونز هوبكنز لتنمية الطفل. تشتهر فيغنسون بأبحاثها حول تطوير القدرات الحسابية، والذاكرة العاملة، والتعليم المبكر. وقد عملت في هيئة تحرير جورنال كغنشن ومجلة علم النفس التجريبي.

## روابط خارجية
- Faculty Profile
- ليزا فيغنسون منشورات مفهرسة من قبل جوجل سكولار
- Lab Website